# Saleem Kidwai
Saleem Kidwai (Lucknow; 20 de diciembre de 1951-Ibidem; 30 de agosto de 2021) fue un historiador sobre tiempos medievales, erudito en temas de homosexualidad y traductor indio.  

## Vida
Fue profesor de historia en el Colegio Ramjas, en la Universidad de Delhi por varios años y luego un pensador independiente. Fue uno de los primeros académicos en hablar públicamente en India como miembro de la comunidad LGBT. 
Estuvo interesado en muchos temas de historia de su país y en la música del norte de su país. Junto a Ruth Vanita editó el libro Same-Sex Love in India: Readings from Literature and History (Nueva York: Palgrave; Nueva Delhi: Macmillan, 2000).
Saleem Kidwai falleció el 30 de agosto de 2021 a los sesenta y nueve años en Lucknow, su ciudad natal.

## Obra
- Same-Sex love in India: Readings from Literature and History (junto con Ruth Vanita), 2000, Londres: Palgrave Macmillan, ISBN 0-312-22169-X
- Song Sung True: A Memoir, (junto con Malka Pukhraj), 2003
- Gay historians, (junto con Ruth Vanita), QueerIndia, 5 de marzo de 2005